# Sdružení Krušné hory - západ
Sdružení Krušné hory - západ je zájmové sdružení právnických osob v okresu Karlovy Vary a okresu Sokolov, jeho sídlem je Ostrov a jeho cílem je propagace cestovního ruchu, kultury a sportu. Sdružuje celkem 20 obcí a byl založen v roce 1994.

## Obce sdružené v mikroregionu
- Abertamy
- Boží Dar
- Dalovice
- Děpoltovice
- Hájek
- Horní Blatná
- Hroznětín
- Jáchymov
- Jenišov
- Krásný Les
- Loket
- Merklín
- Nová Role
- Nové Hamry
- Ostrov
- Otovice
- Pernink
- Potůčky
- Smolné Pece
- Velichov